# Cholsyra
Cholsyra, även känd som 3α,7α,12α-trihydroxi-5β-cholan-24-oinsyra, är en av de viktigaste gallsyrorna hos människan, men den finns i varierande utsträckning i gallan även hos andra däggdjur. Ämnet är lösligt i etanol och ättiksyra men inte i vatten. Salter av cholsyra kallas cholater.

## Egenskaper
Cholsyra, tillsammans med kenodeoxicholsyra, är en av de två stora gallsyrorna som produceras av levern, där den syntetiseras från kolesterol. Dessa två stora gallsyror är ungefär lika i koncentration hos människan. Derivat tillverkas av kolyl-CoA, som byter ut sin CoA med antingen glycin eller taurin, vilket ger glykokolsyra respektive taurokolsyra.

Struktur av cholsyra som visar förhållande till andra gallsyror

Cholsyra och kenodeoxicholsyra är de viktigaste mänskliga gallsyrorna. Andra arter kan syntetisera olika gallsyror som deras dominerande primära gallsyror.

## Funktion
Cholsyra nedreglerar kolesterol-7-α-hydroxylas (hastighetsbegränsande steg i gallsyresyntesen), och kolesterol gör motsatsen. Det är därför kenodeoxicholsyra, och inte cholsyra, kan användas för att behandla gallsten (eftersom minskande gallsyrasyntes skulle övermätta stenarna ännu mer).

## Medicinsk användning
Cholsyra är godkänd för användning i USA och används som en behandling för barn och vuxna med gallsyrasyntesstörningar på grund av enstaka enzymdefekter och för peroxisomala störningar (såsom Zellwegers syndrom).
Cholsyra godkändes för användning i Europeiska unionen i september 2013. Det är används för behandling av medfödda fel i primär gallsyresyntes på grund av 3β-hydroxi-Δ 5-C 27-steroidoxidoreduktasbrist eller Δ 4-3-oxosteroid-5β-reduktasbrist hos spädbarn, barn och ungdomar i åldern en månad till 18 år och vuxna.
Cholsyra FGK (Kolbam) godkändes för medicinskt bruk i Europeiska unionen i november 2015. Det används för behandling av medfödda fel i primär gallsyresyntes, hos spädbarn från en månads ålder för kontinuerlig livslång behandling genom vuxen ålder, som omfattar följande enstaka enzymdefekter:
- sterol 27-hydroxylas-brist  (visar sig som cerebrotendinös xantomatos, CTX),[11]
- 2-(eller alfa-) metylacyl-CoA racemase (AMACR)-brist,[11]
- kolesterol 7 alpha-hydroxylas (CYP7A1)-brist.[11]

## Biverkningar
De vanligaste biverkningarna är perifer neuropati (nervskador i händer och fötter), diarré, illamående, sura uppstötningar (magsyra som rinner upp i munnen), esofagit (inflammation i matstrupen), gulsot, hudproblem (lesioner) och sjukdomskänsla (illamående).